# Philippe-Henri Berger
Philippe-Henri Berger (* 25. März 1883 in Boudry; † 13. Januar 1940 in Boudevilliers, reformiert, heimatberechtigt in Oberthal und Fontainemelon) war ein Schweizer Politiker (SP).

## Biografie
Philippe-Henri Berger wurde am 25. März 1883 in Boudry als Sohn des Taglöhners Charles Justin Berger geboren. Nach dem Besuch der   Primarschule in Boudry schloss Berger im Jahr 1900 eine Mechanikerlehre ab. In der Folge war er zunächst bis 1905 als Arbeiter in der Uhrenfabrik Fontainemelon, daran anschliessend als Mechaniker in La Chaux-de-Fonds beschäftigt, bevor er seit 1913 als Besitzer eine mechanische Werkstatt in Fontainemelon leitete.
Philippe-Henri Berger war verheiratet mit Anna Marguerite geborene Staehli. Er verstarb am 13. Januar 1940 wenige Monate vor Vollendung seines 57. Lebensjahres in Boudevilliers.

## Politische Laufbahn
Als Mitglied der Sozialdemokratischen Partei gehörte Philippe-Henri Berger auf kommunaler Ebene anfangs von 1918 bis 1933 dem Generalrat von Fontainemelon an. Im Anschluss fungierte er bis 1940 als Sekretär des Gemeinderats von Fontainemelon. Dazu vertrat er auf kantonaler Ebene seine Partei von 1925 bis 1933 im Neuenburger Grossrat. Darüber hinaus nahm Berger auf Bundesebene von 1919 bis 1922 sowie 1927 bis 1928 für seinen Kanton Einsitz in den Nationalrat. Ferner war er im Vorstand der Konsumgenossenschaft von Fontainemelon vertreten.